# Sauvoy
Sauvoy est une commune française située dans le département de la Meuse, en région Grand Est. Ses habitants sont appelés les Sarcados.

## Géographie

### Situation
Sauvoy est une commune rurale meusienne, située dans le sud du département, à une  demi-heure de route de Nancy,  dans la vallée de la Méholle. Le village est construit le long de la route départementale 10.
La commune est également traversée par le canal de la Marne au Rhin, et par la ligne de chemin de fer Jessains - Sorcy aujourd'hui désaffectée, mais dont il subsiste des tunnels et remblais.

#### Communes limitrophes
| Broussey-en-Blois    | Broussey-en-Blois    | Void-Vacon               |
| Villeroy-sur-Méholle | Sauvoy               | Void-Vacon               |
| Villeroy-sur-Méholle | Villeroy-sur-Méholle | Montigny-lès-Vaucouleurs |

### Hydrographie
La commune est dans le bassin versant de la Meuse au sein du bassin Rhin-Meuse. Elle est drainée par le canal de la Marne au Rhin, le ruisseau la Meholle, la rigole d'Alimentation et le ruisseau de Broussey-Blois,.
Le canal de la Marne au Rhin, long de 293 km et 178 écluses à l'origine, relie la Marne (à Vitry-le-François) au Rhin (à Strasbourg). Par le canal latéral de la Marne, il est connecté au réseau navigable de la Seine vers l'Île-de-France et la Normandie. 

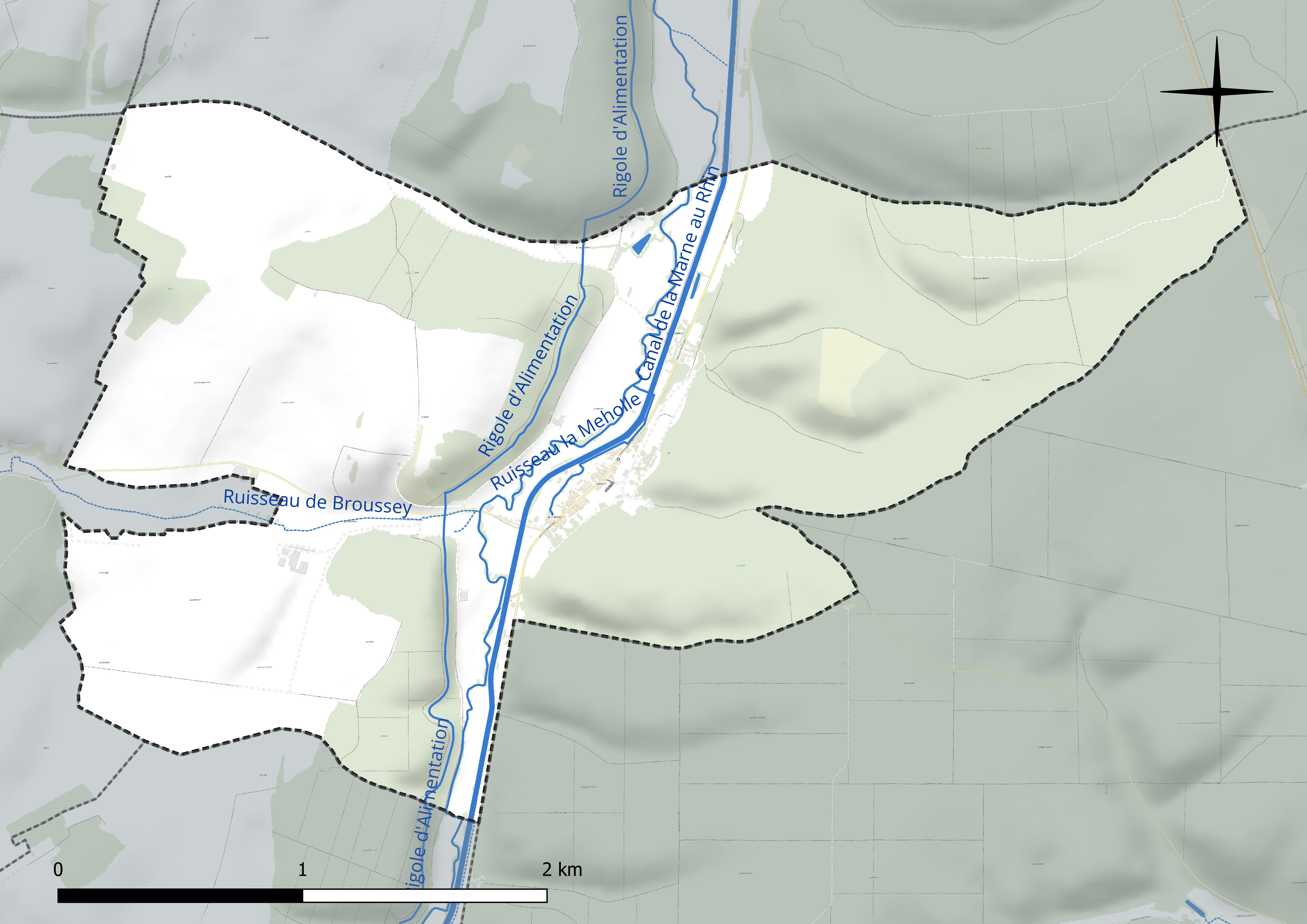
Réseau hydrographique de Sauvoy.

### Climat
Pour des articles plus généraux, voir Climat du Grand Est et Climat de la Meuse.
En 2010, le climat de la commune est de type climat de montagne, selon une étude du Centre national de la recherche scientifique s'appuyant sur une série de données couvrant la période 1971-2000. En 2020, Météo-France publie une typologie des climats de la France métropolitaine dans laquelle la commune est exposée à un climat océanique altéré et est dans la région climatique  Lorraine, plateau de Langres, Morvan, caractérisée par un hiver rude (1,5 °C), des vents modérés et des brouillards fréquents en automne et hiver. 
Pour la période 1971-2000, la température annuelle moyenne est de 9,6 °C, avec une amplitude thermique annuelle de 16,4 °C. Le cumul annuel moyen de précipitations est de 981 mm, avec 13,9 jours de précipitations en janvier et 9,5 jours en juillet. Pour la période 1991-2020, la température moyenne annuelle observée sur la station météorologique de Météo-France la plus proche, « Erneville aux Bois_sapc », sur la commune d'Erneville-aux-Bois à 18 km à vol d'oiseau, est de 9,9 °C et le cumul annuel moyen de précipitations est de 1 021,5 mm. 
La température maximale relevée sur cette station est de 39,4 °C, atteinte le 25 juillet 2019 ; la température minimale est de −24,2 °C, atteinte le 18 février 1956,,. 
Les paramètres climatiques de la commune ont été estimés pour le milieu du siècle (2041-2070) selon différents scénarios d'émission de gaz à effet de serre à partir des nouvelles projections climatiques de référence DRIAS-2020. Ils sont consultables sur un site dédié publié par Météo-France en novembre 2022.

## Urbanisme

### Typologie
Au 1er janvier 2024, Sauvoy est catégorisée commune rurale à habitat très dispersé, selon la nouvelle grille communale de densité à sept niveaux définie par l'Insee en 2022.
Elle est située hors unité urbaine et hors attraction des villes,.

### Occupation des sols
L'occupation des sols de la commune, telle qu'elle ressort de la base de données européenne d’occupation biophysique des sols Corine Land Cover (CLC), est marquée par l'importance des forêts et milieux semi-naturels (51,7 % en 2018), une proportion identique à celle de 1990 (51,7 %). La répartition détaillée en 2018 est la suivante : 
forêts (42 %), terres arables (30,9 %), prairies (13,1 %), milieux à végétation arbustive et/ou herbacée (9,8 %), zones agricoles hétérogènes (4,3 %). L'évolution de l’occupation des sols de la commune et de ses infrastructures peut être observée sur les différentes représentations cartographiques du territoire : la carte de Cassini (XVIIIe siècle), la carte d'état-major (1820-1866) et les cartes ou photos aériennes de l'IGN pour la période actuelle (1950 à aujourd'hui).

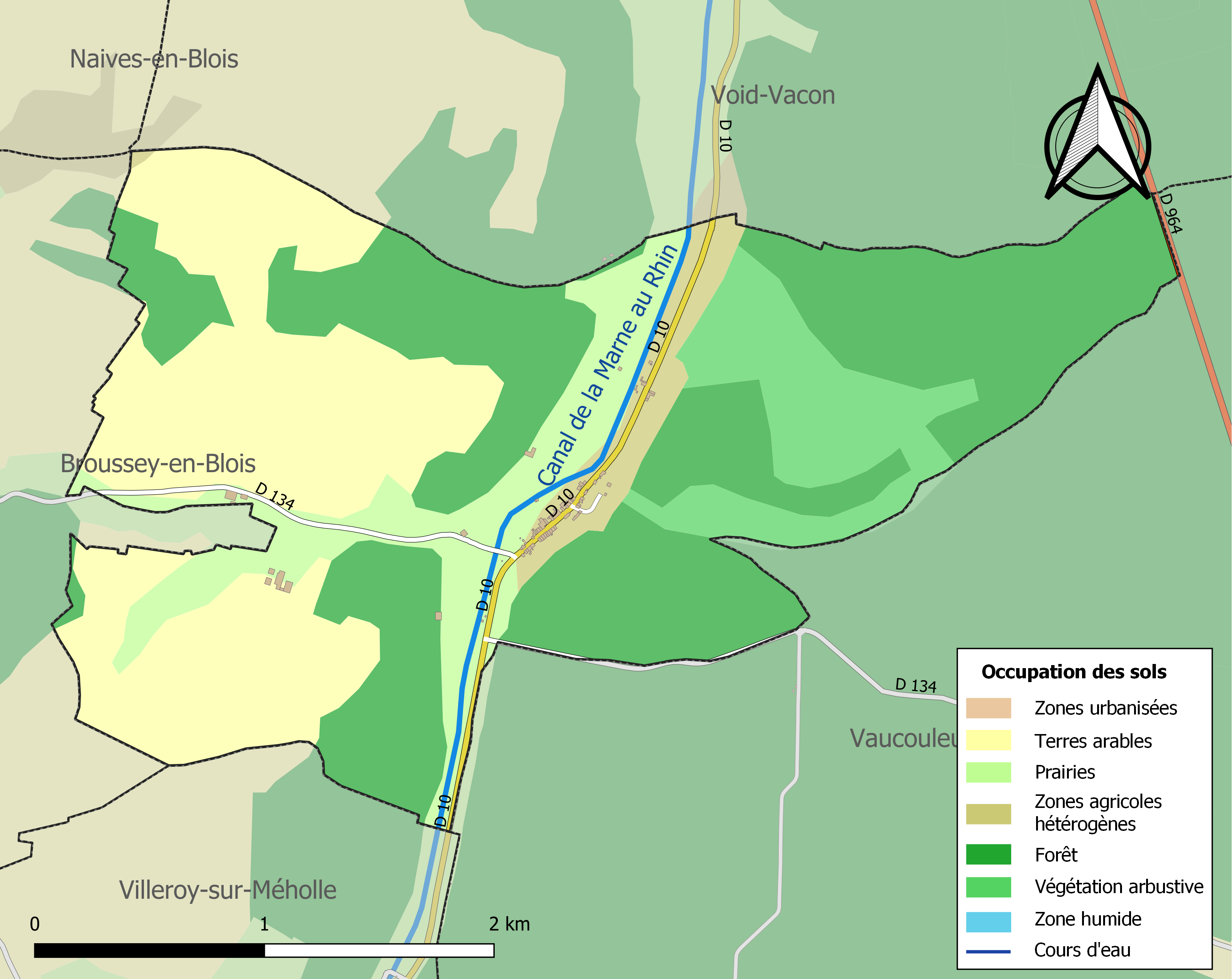
Carte des infrastructures et de l'occupation des sols de la commune en 2018 (CLC).

## Toponymie
Le nom de la localité est attesté sous les formes Salviaco (époque mérovingienne),, Silviago (époque mérovingienne) ; Actum Sylviario ou Sylviaco palatio regio en 846 ; Sauvoy en 1402, ; Saunoy en 1700 ; Silviacus en 1707 ; Silvacus, Silvagium en 1707.
Il s'agirait d'une formation toponymique gallo-romane ou mérovingienne précoce en (i)-acum, suffixe d'origine gauloise marquant le lieu ou la propriété. Il a généralement abouti aux terminaisons  -y et -ey dans la région. Albert Dauzat préfère identifier le suffixe -etum, car il considère la forme en -iaco comme une mauvaise latinisation et la terminaison -oy comme étant obligatoirement issue de ce suffixe -etum.

En revanche, pour Ernest Nègre, le passage de la terminaison -ei (-ey) à -oi (-oy) est plus tardif et s'explique par l'attraction d'autres noms de lieux avec la terminaison -oy issue du suffixe -etum (comprendre gallo-roman *-ETU). Il désigne généralement un ensemble d'arbres et il a régulièrement donné -oy dans la région.
Le premier élément a été interprété comme *Silva- par le même Dauzat. Il représenterait le latin silva « forêt », qui a régulièrement donné selve, seuve en ancien français. Parfois il a abouti à Sauve- dans des toponymes, à l'instar du bas latin salvāticus > sauvage, altération du latin classique silvatica. Aucune forme ancienne ne validant cette hypothèse, Ernest Nègre, pourtant habitué des solutions phonétiques complexes, préfère proposer l'anthroponyme latin Salvĭus (porté par un autochtone). Dans ce cas, il y a homonymie avec Saugy et les nombreux Salviac, Sauviac de langue d'oc.

Le mot sauvois désigne également un vivier à poissons en patois lorrain.

## Histoire
De nombreuses ruines gallo-romaines (forge, villa, poterie, monnaie) ont été mises au jour dans ce village, car il s'est développé à proximité de l'ancienne route gallo-romaine reliant Toul à Reims.
À l'époque mérovingienne, le village a appartenu au premier roi de France, les monarques l'utilisaient comme rendez-vous de chasse. D'ailleurs Charles II le Chauve invita l'archevêque de Reims Himcar dans son palais de Salviacus (autre nom de Sauvoy).

## Politique et administration
| Période                                  | Période   | Identité         | Étiquette | Qualité        |
| ---------------------------------------- | --------- | ---------------- | --------- | -------------- |
| Les données manquantes sont à compléter. |           |                  |           |                |
| avant 1995                               | ?         | Michèle Thiriet  |           |                |
| juillet 2005                             | 2008      | Pascal Zilliox   |           |                |
| mars 2008                                | mars 2014 | Michelle Thiriet |           |                |
| mars 2014                                | mai 2020  | Philippe Thiriet |           |                |
| mai 2020                                 | En cours  | Michelle Thiriet |           | Ancienne cadre |

## Population et société

### Démographie
L'évolution du nombre d'habitants est connue à travers les recensements de la population effectués dans la commune depuis 1793. Pour les communes de moins de 10 000 habitants, une enquête de recensement portant sur toute la population est réalisée tous les cinq ans, les populations de référence des années intermédiaires étant quant à elles estimées par interpolation ou extrapolation. Pour la commune, le premier recensement exhaustif entrant dans le cadre du nouveau dispositif a été réalisé en 2006.

En 2022, la commune comptait 70 habitants, en évolution de +11,11 % par rapport à 2016 (Meuse : −4,4 %, France hors Mayotte : +2,11 %).
| 1793 | 1800 | 1806 | 1821 | 1831 | 1836 | 1841 | 1846 | 1851 |
| ---- | ---- | ---- | ---- | ---- | ---- | ---- | ---- | ---- |
| 261  | 238  | 222  | 238  | 233  | 229  | 217  | 225  | 239  |

| 1856 | 1861 | 1866 | 1872 | 1876 | 1881 | 1886 | 1891 | 1896 |
| ---- | ---- | ---- | ---- | ---- | ---- | ---- | ---- | ---- |
| 217  | 218  | 206  | 214  | 207  | 195  | 193  | 415  | 177  |

| 1901 | 1906 | 1911 | 1921 | 1926 | 1931 | 1936 | 1946 | 1954 |
| ---- | ---- | ---- | ---- | ---- | ---- | ---- | ---- | ---- |
| 168  | 158  | 140  | 133  | 132  | 144  | 152  | 142  | 151  |

| 1962 | 1968 | 1975 | 1982 | 1990 | 1999 | 2006 | 2011 | 2016 |
| ---- | ---- | ---- | ---- | ---- | ---- | ---- | ---- | ---- |
| 114  | 109  | 91   | 89   | 76   | 68   | 64   | 63   | 63   |

| 2021 | 2022 | - | - | - | - | - | - | - |
| ---- | ---- | - | - | - | - | - | - | - |
| 67   | 70   | - | - | - | - | - | - | - |

## Culture locale et patrimoine

### Lieux et monuments

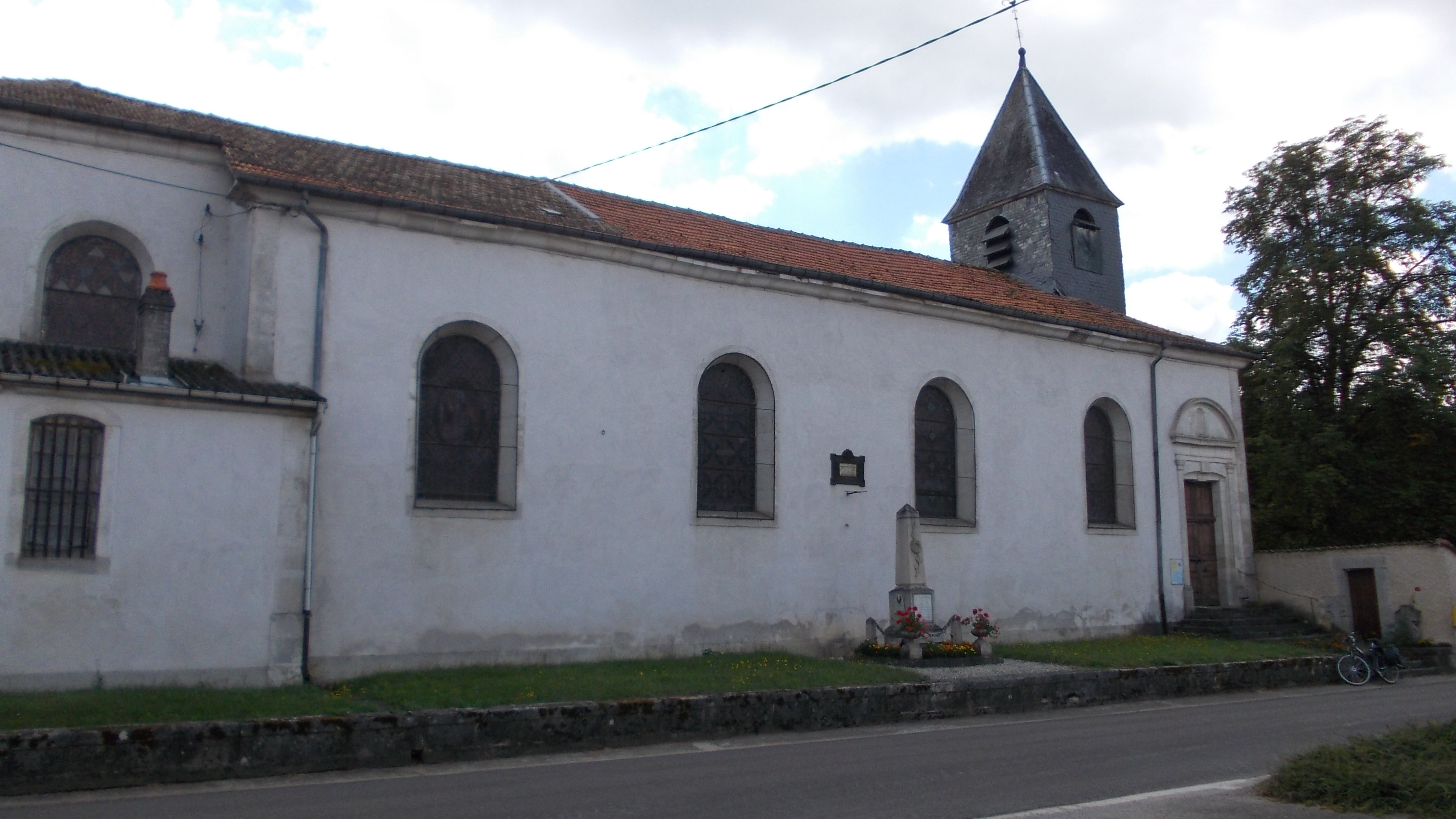
Église Saint-Aubin.

- Le château de Sauvoy renferme d'innombrables pièces. Au Moyen Âge, il aurait accueilli régulièrement des personnes de la cour du roi, les grandes terres de chasse aux alentours attirant les nobles.
- Église Saint-Aubin.

### Héraldique
| Blason de Sauvoy | Blason  | Tranché d'azur à la tour d'argent maçonnée de sable, ouverte et ajourée du champ, et d'or au cor de chasse de gueules posé en bande. |
| Blason de Sauvoy | Détails | Création de R.A. Louis avec les conseils de la Commission Héraldique de l'UCGL. Adopté en janvier 2016.                              |